# Walter Keane
Pour les articles homonymes, voir Keane.
Walter Stanley Keane, né le 7 octobre 1915 à Lincoln (Nebraska) et mort le 27 décembre 2000 à Encinitas (Californie), est un plagiaire et agent immobilier américain
Il est connu pour avoir fait passer pour sienne l'œuvre de son épouse, Margaret Keane, qui peignait des portraits d'enfants aux yeux démesurés.

## Biographie
Walter Keane est né à Lincoln, dans le Nebraska le 7 octobre 1915, dans une famille de dix enfants, formée par le second mariage de son père. Sa mère, Alma est originaire du Danemark et son père, William R. Keane est d'origine irlandaise.
Il signe de son nom les œuvres de sa femme Margaret. 
Après un grand succès rencontré dans les années 1950 et 1960, Margaret Keane révèle qu'elle était la véritable auteure des toiles. Elle gagne son procès en 1986, après que son mari, prétextant une douleur à l'épaule, a refusé de peindre un tableau destiné à prouver le talent qu'il prétendait avoir ; elle exécute la peinture demandée en 53 minutes. Après trois mois de procès, elle est indemnisée à hauteur de 4 millions de dollars.

## Adaptation cinématographique
En 2014, l'histoire des époux Keane est adaptée au cinéma dans le film Big Eyes, de Tim Burton. Le rôle de Walter Keane est interprété par Christoph Waltz, aux côtés d'Amy Adams dans le rôle de Margaret.